# 贝氏䲗
⇄
贝氏𮬣（学名：Callionymus belcheri）也称白氏𮬣，是䲗科䲗屬一种，分布于太平洋中西部海域。本种由苏格兰学者约翰·理查森于1844年描述发表。种加词源自本种标本采集人英國皇家海軍军官、探险家、硫磺号（H.M.S. Surplur）舰长爱德华·贝尔彻的姓氏。

## 形态特征
体形延长，宽扁。前鳃盖骨棘长约等于眼径，后端尖直略弯向外侧，内上缘有5-6个向上锯齿状小棘，基部有1个向前的倒棘。雄鱼第一背鳍第一鳍棘稍长，但不延长成丝状。尾鳍长矛状。